# Ioani Mukhrani-batoni
Ioani o Vano fou el 18è príncep de Mukhran (Mukhrani-batoni) del 1785 al 1800.
Nascut pòstumament el 13 de desembre de 1755, era fill de Constantí III Mukhrani-batoni.
Fou governador d'Erevan el 1780.
Va succeir al seu cosí Simó Mukhrani-batoni quan aquest va abdicar el 13 de febrer de 1785.
Va morir en combat amb els lesguians a Gartiscar l'1 d'octubre del 1800 i el va succeir el seu fill Constantí IV Mukhrani-batoni.